# 주경 (홍무제의 23남)
주경(중국어: 朱桱, 1368년 10월 11일 - 1415년 9월 8일)은 명 태조 주원장의 23남이다. 어머니는 현비 이씨이다.
홍무 24년 (1391년)에 당왕(唐王)에 봉해져, 당왕부(唐王府)와 왕부산(王府山, 왕부화원의 가짜산)을 지었다. 영락 6년 8월 12일 (1408년 9월 1일), 남양 (지금의 하남 남양)의 번으로 향했다. 영락 13년에 사망하였고, 시호는 정(定)이다. 아들 정왕(靖王) 주경경(朱瓊烴)이 작위를 계승하였다.
1644년, 갑신지변으로 도적 이자성이 북경을 함락하자, 명 사종은 스스로 목을 매었다. 1645년, 난징이 함락되고, 홍광제가 청나라 군대에 포로로 잡히자, 주경의 8세손인 주율건, 주율오는 복주와 광주에서 차례로 황제로 군림하여, 융무제, 소무제가 되었다.

## 가계

### 처첩
- 왕비 오씨(吴氏) : 검국위의공 오복의 손녀
- 첩 손씨(孙氏) : 신노군왕 주경위와 하내군주의 생모. 손자 주지성은 경태 5년 (1454년)에 할머니 손씨에게 부인의 봉호를 내려달라 청하였고, 관복을 하사 받았으나, 그 후는 알 수 없다.

### 자녀
- 장남 (서장자) : 주경연 - 요절
- 차남 (적장자) : 당정왕(唐靖王) 주경경
- 3남 (서차남) : 신노도회왕 주경천
- 4남 (적차남) : 당헌왕(唐憲王) 주경달
- 딸 : 하내군주(河内郡主)